# Широковских, Емельян Тихонович
Емельян Тихонович Широковских (18 августа 1917, Ялуторовский уезд, Тобольская губерния — 25 января 1982, Игарка, Красноярский край) — участник Великой Отечественной войны, полный кавалер  ордена Славы, старшина. После войны работал бригадиром в чеботарь-артели, затем на лесопильно-перевалочном комбинате.

## Биография
Емельян родился 18 августа 1917 года в крестьянской семье в деревне Грамотеево Кизакской волости Ялуторовского уезда Тобольской губернии. Решением Курганского облисполкома № 52 от 25 февраля 1987 года деревня Грамотеева Уваровского сельсовета Мокроусовского района Курганской области исключена как сселившаяся. Ныне территория деревни входит в Мокроусовский муниципальный округ той же области. Русский.
В годы гражданской войны его отец был расстрелян белогвардейцами. После войны его мать, Калипатра Никифоровна, вышла замуж за Тихона Прокопьевича Широковских из деревни Еремино, который усыновил Емельяна. В деревне поговаривали, что Омеля Калипатре неродной, а остался сиротой, каких в гражданскую было немало. Его Калипатра и забрала к себе. Своих же родных детей у нее как будто бы не было.
Окончил 4 класса. Трудился в сельхозартели (колхозе) «Хлебороб», затем в МТС. Около 1935 года переехал из деревни Грамотеево в деревню Пороги Мокроусовского района, где женился на Валентине Важениной. Работал в «Сельхозтехнике», воспитывал двух дочерей: Галину и Людмилу. В 1938 году переехал в город Челябинск, где трудился в чугунно-литейном цехе. Потом вернулся на родину и до призыва в армию работал в сапожной артели.
В Рабоче-крестьянской Красной Армии с сентября 1940 года. На фронте в Великую Отечественную войну с октября 1941 года. Оказавшись в окружении и не имея возможности выйти к своим войскам, до 1944 года был в партизанах. С июля 1944 года — в действующей армии. Призван Червенским РВК Минской области Белорусской ССР. В некоторых источниках место призыва указывается как место рождения.
Командир отделения 5-й стрелковой роты 837-го стрелкового полка 238-й стрелковой дивизии 49-й армии беспартийный красноармеец Емельян Широковских 5 августа 1944 года в бою за освобождение польского города Кнышин забросал гранатами вражеский дзот. Мужественный воин получил ранение, но поля боя не оставил, продолжая командовать отделением.
Приказом по 238-й стрелковой дивизии от 5 ноября 1944 года за мужество и отвагу проявленные в боях красноармеец Широковских Емельян Тихонович награждён орденом Славы 3-й степени.
20 января 1945 года у железнодорожной станции «Парцяки», расположенной в двенадцати километрах северо-западнее польского города Бараново, и 21 января 1945 года в районе станции «Прусколенка», расположенной в девятнадцати километрах северо-западнее того же города, командир стрелкового отделения 837-го стрелкового полка младший сержант Емельян Широковских с бойцами вверенного ему подразделения уничтожил свыше десятка противников.
Приказом по 49-й армии от 21 февраля 1945 года за мужество и отвагу проявленные в боях награждён орденом Славы 2-й степени.
Помощник командира стрелкового взвода 837-го стрелкового полка младший сержант Емельян Широковских 24 февраля 1945 года у населённого пункта Лонг, расположенного в шести километрах северо-восточнее польского города Черск, с двумя автоматчиками захватил пулемётную точку неприятеля, отразил вражескую контратаку, обеспечив успех роте.
В июне 1945 года находился в эвакогоспитале 5822, город Бор, Горьковская область.
Указом Президиума Верховного Совета СССР от 29 июня 1945 года за образцовое выполнение заданий командования в боях с немецко-вражескими захватчиками помощник командира взвода 5-й стрелковой роты 837-го стрелкового полка 238-й стрелковой дивизии 49-й армии младший сержант Широковских Емельян Тихонович, беспартийный, награждён орденом Славы 1-й степени, став полным кавалером ордена Славы.
В 1945 году демобилизован в звании старшины. Вернулся на родину. Работал бригадиром в чеботарь-артели «Пятилетка» (с. Мокроусово). При ревизии обнаружена недостача. Приговор: шесть лет лагерей, которые он отбывал в Норильске, работал на руднике.
С 1950 года жил и работал в городе Игарке Туруханского района Красноярского края. Более 25 лет проработал на лесопильно-перевалочном комбинате.
Емельян Тихонович Широковских скончался 25 января 1982 года. Похоронен в городе Игарке Туруханского района Красноярского края, впоследствии надгробный памятник был обновлён.

## Награды
- Орден Славы I степени, 29 июня 1945 года, вручен в 1973 году[6][7][8]
- Орден Славы II степени № 10720, 21 февраля 1945 года[9]
- Орден Славы III степени № 223566, 5 ноября 1944 года[10]
- Возможно был награждён медалью «За отвагу»[11]
- Возможно был награждён медалю «Ветеран труда»

## Память
Мемориальная доска на здании КГБПОУ «Игарский многопрофильный техникум», открыта 29 апреля 2015 года, город Игарка, 1-й микрорайон, 19 — 67°27′12″ с. ш. 86°31′50″ в. д..

## Семья
- Отец был расстрелян белогвардейцами в годы гражданской войны.
- Мать, Калипатра Никифоровна. В деревне поговаривали, что Омеля Калипатре неродной, а остался сиротой.
- Отчим Тихон Прокопьевич Широковских из деревни Еремино, усыновил Емельяна.
- Сводный брат Пётр Тихонович Широковских, участник Великой Отечественной войны.
- Первая жена Валентина Важенина, две дочери: Галина и Людмила. После ареста Е.Т. Широковских уехали из деревни в Свердловскую область, Галина, живет в селе Обутковском  Макушинского района Курганской области, Людмила - в городеАрамиле Свердловской области[13].
- Второй раз женился в Норильске.